# (1688) Wilkens
(1688) Wilkens ist ein Asteroid des Hauptgürtels, der am 3. März 1951 von dem argentinischen Astronomen Miguel Itzigsohn in La Plata entdeckt wurde.
Der Name des Asteroiden erinnert an den Astronomen Alexander Wilkens, der lange in La Plata vorwiegend auf dem Gebiet der Himmelsmechanik gearbeitet hat.